# Slaget vid Mons Graupius
Slaget vid Mons Graupius utkämpades år 84 alternativt 83 e Kr. i det område som utgjorde de romerska styrkornas nordligaste gräns, vid infarten till de skotska högländerna och romarnas uppmarschområde. Romerska styrkor om cirka 20 000 man mötte 30 000 kaledonska (en av många piktiska stammar) och deras allierade och vann en överlägsen seger fastän långtidseffekterna inte blev bestående.
Lokalisationen för slaget vid Mons Graupius är okänt, men vissa forskare har föreslagit området kring Inchtuthill (senare omdöpt till Delvine) i Perthshire, eller Bennachie i Aberdeenshire. De romerska styrkorna bestod av romerska legionärer och stödtrupper under generalen och guvernören i den romerska provinsen Britannia, Gnaeus Julius Agricola vilka i provinsens nordligaste utsträckning mötte kaledoner, de keltiska (romerskt ”galler”) folkstammar som tillhörde pikterna (lat. Picti de bemålade) vilka var den sista större stammen att underkasta sig romersk styre och utgjorde ett hot mot romarnas vidare expansionspolitik. Även om slaget anses vara en lysande framgång för romarna, kom inte kelterna eller pikterna att böja sig för romerskt styre, Fälttåget och slaget är skildrat av Tacitus (Agricolas svärson) vilken skrev en levnadsteckning över honom, De vita et moribus Julii Agricolæ, vilket Vilhelm Lundström översatt till svenska 1896.

## Före slaget
De romerska styrkorna var antalsmässigt i underläge, och hade problem att få utveckla sin bättre militära strategi att få möta fiende i öppen terräng. Kaledonerna (pikterna) drog sig undan var gång de riskerade att möta romare på öppen terräng eller riskera ett avgörande slag. Romarna pressade dem till slut att mötas på slagfältet genom att bränna kaledonernas försörjningar efter skörden och valet stod så att kämpa i ett slag eller svälta ihjäl inför vintern. 

## Slaget och dess utveckling
Inör slaget utgångsgrupperade general Agricola sina styrkor i med cirka 8 000 man som stödinfanteri i centrum och 3000 kavallerister i flankerna, medan de romerska legionärerna blev hållna som reserv. 
Den kaledonska truppen under Calgacus hade den taktiska fördelen att vara högre placerade, med förtrupp på plan mark medan huvudstyrkan var utplacerad i hästskoformation. 
Efter en inledande artilleribeskjutning med pilar och spjut beordrade Agricola sina stöttrupper framåt. Kaledonerna pressades uppför backen. De som stod överst på backen försökte anfalla framåt, men blev själva anfallna av romerskt kavalleri som gjorde en omfattningsrörelse, och jagade dem på flykten. Vid flykten förföljdes kaledonerna av de väl disciplinerade och organiserade romerska legionärerna, som nu bröt sig framåt. Enligt Tacitus stupade cirka 360 romare medan 10 000 kaledoner omkom. Möjligheter att detta skulle vara överdrivna siffror föreligger, men det visar utan tvekan på romersk militär överlägsenhet. Dagen efter slaget var romerska spanare ute och letade samt avrättade många av de cirka 20 000 kaledoner som undkommit.

## Slagets efterförlopp
Efter slaget proklamerades Agricola som segrare och antogs ha lagt alla Britanniens stammar under sig. Han blev efter en kort tid kallad tillbaka till Rom och ersatt av Sallustius Lucullus. Åren efteråt visade att man inte lyckats pacificera allt motstånd ifrån norr, något som upprepade gånger skulle visa sig få allvarliga konsekvenser. 
Tacitus stolta deklaration efter slaget Perdomita Britannia et statim missa (lat. ungefär Provinsen Britannia var fullständigt erövrat och omedelbart fritt) har lett till mycket diskussion. Antagandet att Agricola hade besegrat allt brittiskt motstånd är felaktigt, vilket de osäkra frederna de efterföljande åren visar. Påståendet att provinsen Britannia överlämnades i fred och intakt till Agricolas efterträdare motsägs av de många konstruktioner av fort, exempelvis vid Glenbocker och Inchtuthill de efterföljande åren, vilket snarare tyder på att romarna försökte stänga inne kaledonerna än hade besegrat och erövrat dem. 
Det har också föreslagits av nutida historiker, på grund av den ringa arkeologiska bevisen och den mycket låga dödstalet av romerska trupper, att den avgörande segern rapporterad av Tacitus kan vara en ren fabrikation eller åtminstone en mycket kraftig överdrift av olika politiska orsaker. 
Kort tid efter att Agricola deklarerat segern kallades han hem av Domitianus (Titus Flavius Domitianus, kejsare från 81 - 96) och posten som guvernör överlämnades till Sallustius Lucullus. Trots Agricolas skenbara framgångar hamnade han i en snar onåd i Rom, och det är möjligt att Domitian kan ha blivit informerad om en eventuell fabrikation av denne avgörande seger.